# مریم ابراهیم‌پور
مریم ابراهیم‌پور (زادهٔ ۱۱ خرداد ۱۳۴۷ در تهران) نوازنده ویولن، قیچک و خواننده موسیقی سنتی ایرانی است. او عضو گروه موسیقی کامکارها و نوازنده ویلن ارکستر سمفونیک تهران است.

## زندگی هنری
مریم ابراهیم‌پور در ۱۱ خرداد سال ۱۳۴۷ در تهران زاده شد. پدرش «محمد ابراهیم‌پور» اهل کرمانشاه است و موسیقی سنتی ایران، سازهای موسیقی و آواز را به وی آموخت و مادرش «مه‌جبین» اهل تهران است و او را با اشعار و نوشته‌های نویسندگان بزرگ ایران آشنا کرد. همچنین عموی او فریبرز ابراهیم‌پور از شاعران و نویسندگان مطرح و اهل کرمانشاه بود.
مریم ابراهیم‌پور از چهارسالگی و با شرکت در کلاس‌های «مؤسسه ملی باله پارس»، هنرهای نمایشی را آغاز کرد و ده سال نزد عبدالله ناظمی (بنیانگذار مؤسسه، طراح و استاد رقص) باله آموخت. ساز اصلی خود را ویلن انتخاب کرد و نزد حشمت سنجری آموخت. هنر کلاسیک آواز را نزد بهجت قصری، سوپرانوخوان مشهور ایرانی فرا گرفت.
ابراهیم‌پور دانش آموختهٔ زبان ایتالیایی دانشگاه آزاد تهران است و علاوه بر زبان‌های فارسی و کردی به زبان ایتالیایی هم تسلط کامل دارد. او همچنین مدرس ویلن و سلفژ در مؤسسه‌های هنری تهران است.

## فعالیت هنری
ابراهیم‌پور در سال ۱۳۷۰ با ارسلان کامکار ازدواج کرد و وارد گروه کامکارها شد. در سال ۱۳۷۱ نخستین کنسرت را با گروه کامکارها در شهر استکهلم اجرا کرد و از آن پس در کنسرت‌های مختلف از جمله در شهرهای مالمو، یوته‌بوری، کلن، فستیوال‌های فالون، WOMAD به همراهی‌اش با این گروه ادامه داد. همچنین از سال ۱۳۷۳ عضو ارکستر سمفونیک تهران و نوازندهٔ ویلنِ این ارکستر است. همچنین کنسرت‌های مستقلی در شهرهای سلیمانیه، اربیل و دهوک در کردستان عراق اجرا کرده‌است.
از آثاری که ابراهیم‌پور در آنها خوانندگی کرده‌است می‌توان به آلبوم‌های «خاک» و «ئه وین»، موسیقی متن فیلم مسیح، و موسیقی‌های مجموعه‌های تلویزیونی ساختهٔ احمد پژمان، مجید انتظامی و بابک بیات اشاره کرد.

## آثار
- خوانندگی در آلبوم «ئه‌وراد» به آهنگسازی گروه کامکارها.[۵]
- خوانندگی و نوازندگی در آلبوم «کامکارها و خیام» به آهنگسازی گروه کامکارها.[۶]
- خوانندگی در آلبوم «آفتاب می‌شود» به آهنگسازی ارسلان کامکار.[۷]
- خوانندگی در آلبوم «مستان سلامت می‌کنند» به آهنگسازی تهمورس پورناظری.[۸]
- خوانندگی در آلبوم «بیابان بی‌کران» به آهنگسازی گروه کامکارها.[۹]
- خوانندگی در «آلبوم دور تا نزدیک» به آهنگسازی هوشنگ کامکار.[۱۰]
- خوانندگی در «آلبوم نیشتمان» به آهنگسازی سهراب پورناظری.[۱۱]
- خوانندگی در آلبوم «ماه» به آهنگسازی «مصباح قمصری».[۱۲]